# Карагандинская епархия (католическая)
Караганди́нская епа́рхия (лат. Dioecesis Karagandansis) — римско-католическая епархия с кафедрой в Караганде, Казахстан. Карагандинская епархия входит в митрополию Пресвятой Девы Марии. Епархия распространяет свою юрисдикцию на территории Карагандинской и Восточно-Казахстанской областей Казахстана.

## История

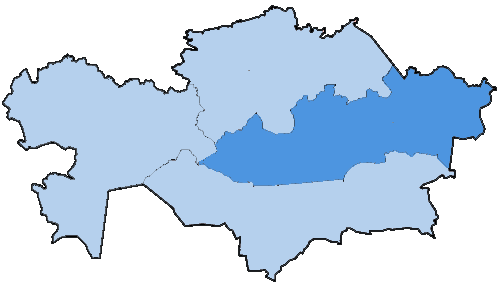
Карагандинская католическая епархия на карте Казахстана

Католический приход в Караганде существовал ещё в советский период (разрешение на создание прихода было получено в 1977 году, до этого богослужения совершались тайно). Одними из первых руководителей католического прихода Караганды были епископ Александр Хира и священник Альбинас Думбляускас.
13 апреля 1991 года Римский папа Иоанн Павел II издал буллу «Cum propter populorum», которой учредил на территории Республики Казахстан Карагандинскую апостольскую администратуру. В этот же день 13 апреля 1991 года апостольским администратором был избран священник Ян Павел Ленга. Духовная опека Карагандинского апостольского администратора помимо Казахстана временно распространялась и на католические общины в Узбекистане, Таджикистане, Киргизии и Туркменистане. Апостольская администратура Караганды стала первой католической структурой в Казахстане и Средней Азии в постсоветский период и её юрисдикция распространялась также на Таджикистан, Киргизию, Узбекистан и Туркмению. В 1997 году для вышеперечисленных стран были организованы отдельные миссии sui iuris Таджикистана, Киргизии (сегодня — Апостольская администратура Киргизии), Узбекистана (сегодня — Апостольская администратура Узбекистана) и Туркменистана.
7 июля 1999 года Римский папа Иоанн Павел II выпустил буллу «Ad aptius consulendum», которой преобразовал Карагандинскую апостольскую администратуру в Карагандинскую епархию, выделив из неё три апостольские администратуры с центрами в Астане, Алма-Ате и Атырау. 17 мая 2003 года апостольская администратура Астаны была преобразованная в архиепархию Пресвятой Девы Марии и стала центром митрополии и ей были подчинены прочие казахстанские диоцезы, включая и карагандинский.

## Карагандинская епархия в наши дни
Кафедральным собором епархии является храм Пресвятой Девы Марии Фатимской. С 5 февраля 2011 года по 15 июля 2014 года диоцез возглавлял епископ Януш Калета, который одновременно являлся апостольским администратором Атырау. Отставка предыдущего ординария Яна Павла Ленги MIC, по состоянию здоровья, была принята папой Бенедиктом XVI. С 31 января 2015 года епархию возглавляет епископ Аделио Дель’Оро.
Карагандинская епархия поделена на 2 деканата: карагандинский и восточный. В Караганде работает единственная в Казахстане католическая семинария «Мария — Матерь Церкви».
В епархии работает местное отделение Каритас.
| год  | население | население | население | священники | священники        | священники         | священники                           | постоянные диаконы | монахи  | монахи  | приходы |
| год  | католики  | всего     | %         | всего      | белое духовенство | черное духовенство | число католиков на одного священника | постоянные диаконы | мужчины | женщины | приходы |
| ---- | --------- | --------- | --------- | ---------- | ----------------- | ------------------ | ------------------------------------ | ------------------ | ------- | ------- | ------- |
| 1999 | 64.374    | 3.433.300 | 1,9       | 45         | 27                | 18                 | 1.430                                |                    | 19      | 52      | 64      |
| 2000 | 40.000    | 3.433.300 | 1,2       | 12         | 9                 | 3                  | 3.333                                |                    | 3       | 23      | 10      |
| 2001 | 40.000    | 3.433.300 | 1,2       | 14         | 11                | 3                  | 2.857                                |                    | 3       | 22      | 11      |
| 2002 | 35.000    | 3.430.000 | 1,0       | 14         | 8                 | 6                  | 2.500                                |                    | 6       | 25      | 13      |
| 2003 | 40.000    | 3.433.300 | 1,2       | 19         | 15                | 4                  | 2.105                                |                    | 4       | 25      | 13      |
| 2004 | 40.000    | 3.433.300 | 1,2       | 16         | 12                | 4                  | 2.500                                |                    | 4       | 30      | 13      |
| 2005 | 40.000    | 3.433.300 | 1,2       | 17         | 13                | 4                  | 2.352                                |                    | 5       | 29      | 17      |
| 2006 | 40.000    | 3.456.000 | 1,2       | 14         | 8                 | 6                  | 2.857                                |                    | 12      | 32      | 17      |
| 2013 | 31.300    | 3.590.000 | 0,9       | 18         | 13                | 5                  | 1.738                                |                    | 6       | 35      | 19      |
| 2016 | 8.500     | 3.743.000 | 0,2       | 23         | 19                | 4                  | 369                                  |                    | 4       | 34      | 20      |

## Ординарииепархии
- епископ Ян Павел Ленга (13.04.1991 — 5.02.2011);
- епископ Януш Калета (5.02.2011 — 15.7.2014);
- епископ Дель'Оро, Аделио (31.1.2015 —).

## Структура епархии
Карагандинский деканат

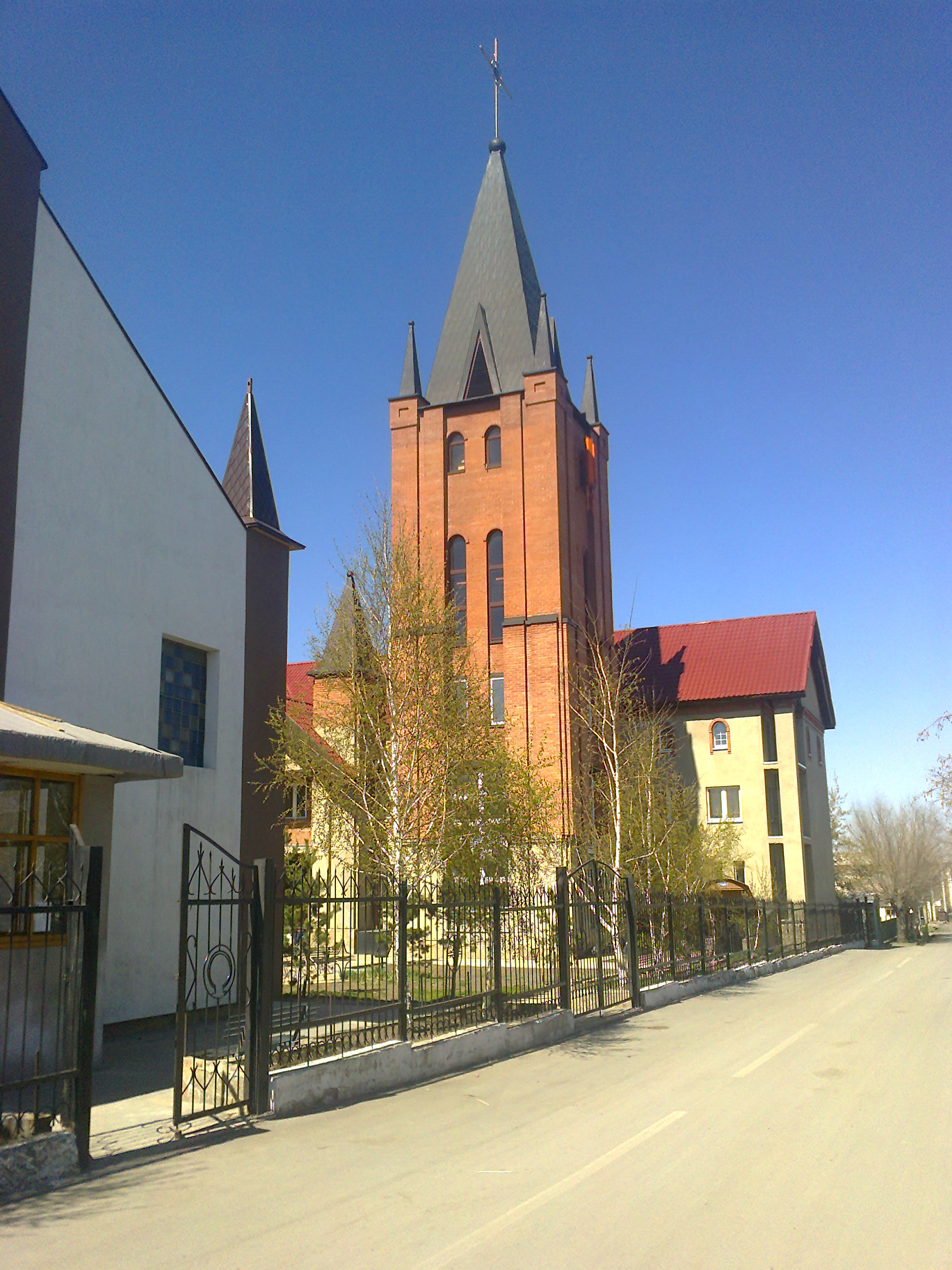
Собор Святого Иосифа

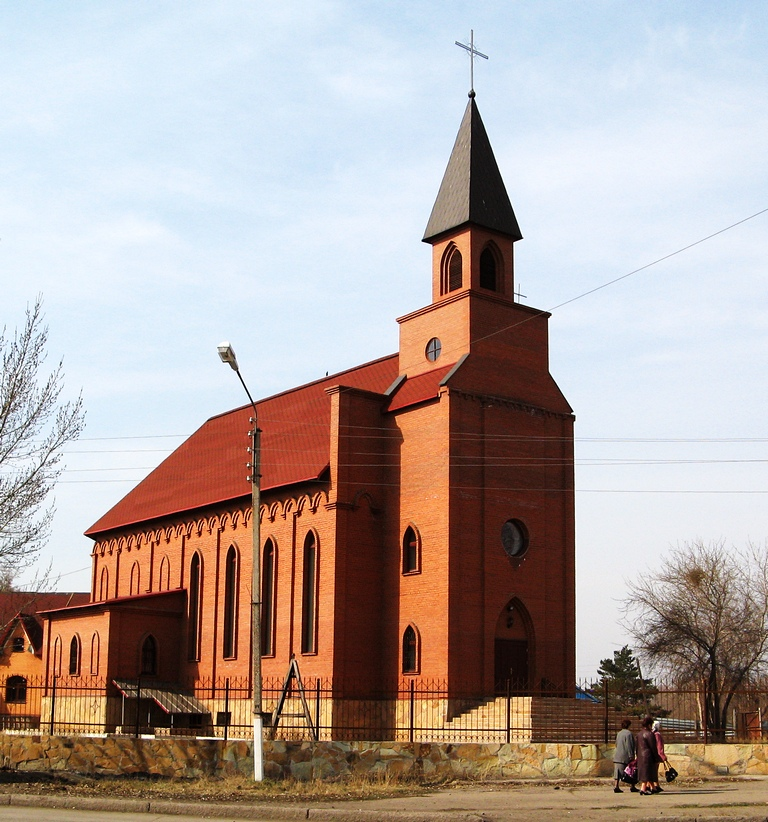
Церковь Воздвижения Святого Креста

- Караганда — Приход Пресвятой Девы Марии Фатимской (Юго-Восток)
- Караганда — Приход Святого Иосифа (Майкудук)
- Караганда — Приход Марии — Матери Церкви (Фёдоровка)
- Караганда — Приход Воздвижения Креста Господня (Пришахтинск)
- Караганда — Монастырь Монашек Босых Ордена Пресвятой Девы Марии с горы Кармель(Фёдоровка)
- Темиртау — Приход святого Андрея
- Сарань — Приход святого Николая
- Балхаш — Приход святого Франциска Ассизского
- Молодёжный — Приход святых ангелов-хранителей
- Шахтинск — Приход Рождества Пресвятой Богородицы
- Абай — Приход Благовещения Господня
- Жезказган — Приход Преображения Господня
- Кушокы — Приход Святейшего Сердца Иисуса

Восточный деканат
- Усть-Каменогорск — Приход Пресвятой Девы Марии святого розария
- Семей — Приход Пресвятой Девы Марии — Царицы святого розария
- Семей — Приход Тела и Крови Христовых
- Чарск — Приход святого Михаила Архангела
- Калбатау — Приход Вознесения Христа на небеса
- Переменовка — Приход святой Анны

## Источник
- Annuario Pontificio, Libreria Editrice Vaticana, Città del Vaticano, 2003, стр. 317, ISBN 88-209-7422-3
- Булла Cum propter populorum  (лат.)
- Булла Ad aptius consulendum  (лат.)